# Ermita de la Virgen de los Remedios (Canena)
La ermita de la Virgen de los Remedios situada en el término municipal de Canena (Provincia de Jaén, España) es una construcción que se inicia a finales del siglo XV y se concluye en la primera mitad del siglo XVIII gracias a limosnas como se indica en la fachada.
Se trata de un templo de planta rectangular con cubierta de medio cañón. Se tiene acceso a través de una puerta con arco de medio punto sobre impostas de bóveda con hornacina avenerada de Santiago Apóstol.[cita requerida]
La entrada está protegida por un pequeño cancel con tres arcos carpaneles más rebajados de lo habitual apoyados en dos columnas dóricas sobre plintos.
La espadaña tardo-barroca de bella factura está coronada por una hermosa cruz de hierro forjado del siglo XVIII. 
Fue totalmente restaurada en la década de los '80.